# Masacre de Fortín Yunká
La llamada masacre de Fortín Yunká, también conocida como «el último malón» tuvo lugar el 19 de marzo de 1919, en lo que hoy es Fortín Sargento Primero Leyes, en el centronorte de la provincia de Formosa, Argentina. En ella resultaron muertas quince personas: el jefe y la guarnición militar del fortín, y miembros de sus familias. El hecho fue originalmente atribuido a indígenas pilagá, sin que se hayan obtenido jamás pruebas al respecto. Como consecuencia de las represalias posteriores llevadas a cabo por tropas argentinas, un número indeterminado de indígenas resultaron muertos o desplazados de sus territorios.

## Antecedentes
A partir de 1884, y como consecuencia de la campaña militar del general Benjamín Victorica contra los pueblos qom o tobas del Chaco, numerosos indígenas de esta etnia se desplazaron cruzando el río Bermejo hacia el norte de la actual provincia de Formosa. Allí establecieron una alianza con los pilagá del cacique Qanesokie'n (Juan Garcete según la denominación de las autoridades argentinas) y con grupos maká que entonces convivían con los pilagá.
El lugar de reunión de esta alianza se denominaba yomaqá o yomqá en pilagá. En este sitio se reunían durante la época de maduración de la algarroba para celebrar fiestas de la aloja, y allí se concretaban también las alianzas matrimoniales, políticas y económicas. En 1912 se estableció en ese sitio el Fortín Yumká (deformación del yomqá pilagá). Los pilagá coexistían pacíficamente con los pocos colonos blancos y con el ejército.

## Hechos
No habiendo testimonios sobre el ataque en sí, es imposible determinar cómo sucedió. Los únicos dos sobrevivientes fueron niños de corta edad, hijos del cabo Waldino Almeida. Este y el cabo Rafael Bustos, estafeteros del fortín que regresaban de una comisión, hallaron los restos al atardecer del 19 de marzo de 1919. Quince personas habían sido asesinadas mediante golpes de macana, degüellos, y una, de un balazo. Las víctimas fueron el sargento primero Fermín Leyes, el cabo Rafael Salazar, los soldados Alejandro Fleytas, Remigio Morinigo, Ramón Maciel, Eugenio Franco y Marcos Vallejos; Polonia Enciso, María Ojeda, Demencia Pintos, un hijo de una de ellas y los cuatro hijos de Leyes. El sargento primero Leyes había llegado al fortín para hacerse cargo de la guarnición dos días antes, el 17 de marzo.
Después de comprobar que no había más sobrevivientes, Almeida y Bustos emprendieron la marcha hacia Comandante Fontana, distante unos 100 kilómetros, para informar sobre el hecho. Dado el alerta, cinco días después arribó al fortín proveniente de Comandante Fontana, una patrulla encabezada por el teniente Narciso del Valle. Enterraron los cadáveres y confeccionaron un sumario sobre lo acontecido.
Por razones que se desconocen, la autoría de los asesinatos fue atribuida a los pilagá de Qanesokie'n. También se creyó que se trataba de un alzamiento generalizado que involucraba a miles de nativos, por lo que muchas mujeres y niños de los pueblos cercanos embarcaron en tren hacia Formosa, en tanto los hombres exigían fusiles para defenderse del ataque inminente. Sin embargo, todavía hoy se discute sobre quiénes fueron los autores de dicha masacre. El hermano de Qanesokie'n fue detenido y fusilado, y se persiguió a los pilagá que vivían en la zona aledaña, siendo asesinados muchos de ellos.

## Represalias y consecuencias
Cuando los soldados de Del Valle habían iniciado su ataque contra los pilagá de la zona, partió desde Formosa por tren hacia Comandante Fontana otro destacamento militar, comandado por el capitán Enrique Gil Boy. Reforzado con tropas provenientes de Las Lomitas al mando del sargento Pascual Ramírez, el contingente llega al Fortín Yunká el 30 de marzo y desde allí se dirigieron hacia el noroeste en persecución de los supuestos atacantes. En el trayecto hacia el campamento de Qanesokie'n en Pozo de Navagán (Chiko Dawagán, en pilagá) en la zona del Estero Patiño mataron al cacique Chimagascoy. Llegados al asentamiento, lo atacaron el 8 de abril. La aldea fue incendiada y numerosos indígenas perecieron. Lapido y Spota señalan:

...la destrucción de la toldería principal del cacique Garcete les proporcionó una satisfacción, pero no habían encontrado las armas, las monturas, ni las mulas robadas en Yunká y esto contrarió al capitan, ya que su principal empeño era recuperarlas
Lapido y Spota, op. cit.

El cacique Qanesokie'n (Garcete) fue apresado y conducido a Fontana y luego a Formosa. Según evaluaciones posteriores, alrededor de 120 familias indígenas (unas 700 personas) fueron «masacradas por una tropa enfurecida».De la represión participó el médico Benjamín Morra, quien es fuente de los historiadores por su crónica en Caras y Caretas "Por tierra de indios". 
En la ciudad de Formosa existe una calle llamada Fortín Yunká. En la intersección de esta y la avenida Veinticinco de Mayo, una placa de bronce y un pequeño monolito trunco recuerdan solo a las 15 víctimas militares y sus familiares; no ha habido homenajes oficiales a los centenares de víctimas indígenas (hombres, mujeres y niños) de la posterior represión.[cita requerida]

## Hipótesis
Originalmente se creyó que los autores del ataque habían sido los pilagá del cacique Juan Garcete (Qanesokie'n), pero nunca se recogió ninguna prueba que lo confirmara. Algunos autores como el coronel Punzi o Terrera lo siguen sosteniendo, pero la mayor parte de la evidencia apunta a bandas de lengua maká:

Se cuenta que en 1930 los suboficiales Pascual Ramírez y Francisco Rosales a la sazón en el Fortín Caracoles recibieron la visita de una partida de indios macaes y que uno de ellos portaba una carabina con el escudo argentino.
Cáceres, op. cit.

A comienzos de 1919 se quebró la alianza hasta entonces existente entre los grupos maká y los pilagá. Los primeros, conducidos por el cacique Capote, migraron desde la comunidad de Chiko Dawagán hacia Paraguay. Hay hipótesis que sostienen que fue alguno de estos grupos el que atacó el fortín. El antropólogo José Braunstein, reconocido como uno de los mejores especialistas sobre las etnias del Chaco, basándose en evidencia recogida de sus informantes, dice:

(...) a modo de conclusión, debemos asentar un testimonio personal sobre el tema. Hicimos referencia a nuestro informante Siyayú de Pozo de Navagán, de quien escuchamos en el verano de 1974, por primera vez, algunas palabras en maká. El nos contó que fueron precisamente sus parientes maká quienes asaltaron el Fortín al tiempo de separarse de los pilagá de Garcete, con quienes vivían. Pocos meses después tuvimos nuestro primer encuentro con los maká de Asunción y entablamos con ellos una relación indeleble. En confianza, no solo los maká reconocían la veracidad del relato, sino que pudieron demostrarme alguna de las armas tomadas del fortín.. No puede decirse, en rigor, que los asaltantes fueron los maká, sino una banda que hablaba una variante de esa lengua la que lo hizo, porque los maká mismos no eran por entonces una unidad sociopolítica. Nunca pudimos aclarar los motivos que condujeron a la matanza. Consideramos probable que la fisión de la banda maká del cacique Capote, que se separaba del cacique Garcete y abandonaba ―sin duda en muy malos términos con los pilagá― por algún motivo ignoto, en antiguo asentamiento maká de Pozo de Navagán ―Tololón en esa lengua― es uno de los antecedentes inmediatos que más debe haber pesado en la actitud de los asaltantes. Esta información testimonial pretende ser una reivindicación siempre solicitada por los pilagá pero no implica una actitud hostil para con los maká. Nadie con menos interés de acusar a los maká que quien firma, que mantiene con muchos de ellos una relación que puede traducirse como hermandad. Han pasado los años y una actitud desapasionada indica la conveniencia de considerar prescritas las culpas. Sin embargo queremos resaltar la importancia de conocer la historia que explica nuestra realidad cotidiana y, sobre todo, reconocer la historia de los otros, como único camino de pluralismo que puede permitir la fundación de un proyecto común.
Sbardella y Braunstein, op. cit.